# Conus moluccensis
Espèce
Statut de conservation UICN

 LC  : Préoccupation mineure
Conus moluccensis est une espèce de mollusques gastéropodes marins de la famille des Conidae.
Comme toutes les espèces du genre Conus, ces escargots sont prédateurs et venimeux. Ils sont capables de « piquer » les humains et doivent donc être manipulés avec précaution, voire pas du tout.

## Description
La taille d'une coquille adulte varie entre 30 mm et 60 mm. La coquille coronée est d'un blanc jaunâtre, marbrée et striée de marron, avec de minuscules lignes tournantes de granules, qui sont souvent quelque peu articulées rouge-brun et blanc. 

## Distribution
Cette espèce est présente dans l'océan Indien au large des Mascareignes ; au large de Fidji, de l'Indochine, de l'Indonésie, des Maldives, de la Nouvelle-Calédonie, de la Papouasie-Nouvelle-Guinée, des Philippines, des îles Salomon ; au large de l'Australie (Queensland).

### Niveau de risque d’extinction de l’espèce
Selon l'analyse de l'UICN réalisée en 2011 pour la définition du niveau de risque d'extinction, il s'agit d'une espèce à large spectre qui se trouve dans l'océan Indien à la Réunion, aux archipel des Chagos et aux Maldives et dans l'Indo-Pacifique occidental s'étendant de l'Indonésie au Japon et à travers les Fidji. La sous-espèce C. m. marielae est limitée aux îles Marquises, à l'archipel des Tuamotu et aux îles Marshall. Cette espèce ne présente aucune menace connue pour sa population. Elle a donc été évaluée comme étant de préoccupation mineure.

## Taxonomie

### Publication originale
L'espèce Conus moluccensis a été décrite pour la première fois en 1838 par le malacologiste et entomologiste bavarois Heinrich Carl Küster dans « Systematisches Conchylien »,.

### Synonymes
- Conus (Phasmoconus) moluccensis Küster, 1838 · appellation alternative
- Conus grondini Larue, 1995 · non accepté
- Conus moluccensis moluccensis Küster, 1838 · non accepté
- Fulgiconus moluccensis (Küster, 1838) · non accepté
- Fulgiconus moluccensis f. merletti (Mayissian, 1974) · non accepté
- Phasmoconus merleti (Mayissian, 1974) · non accepté
- Phasmoconus moluccensis (Küster, 1838) · non accepté

### Sous-espèces
- Forma Conus moluccensis f. merletti Mayissian, 1974, accepté en tant que Conus merletti Mayissian, 1974
- Conus moluccensis marielae Rehder & B. R. Wilson, 1975, accepté en tant que Conus marielae Rehder & B. R. Wilson, 1975
- Conus moluccensis moluccensis Küster, 1838, accepté en tant que Conus moluccensis Küster, 1838
- Conus moluccensis vappereaui Monteiro, 2009, accepté en tant que Conus vappereaui Monteiro, 2009